# JS Antalaha
Jeunesse Sportive d'Antalaha Football Club w skrócie JS Antalaha – madagaskarski klub piłkarski mający swą siedzibę w mieście Antalaha, , grający niegdyś w pierwszej lidze madagaskarskiej.
Zespół JS Antalaha tylko raz zdobył tytuł mistrza Madagaskaru (1973).
Rok po zdobytym tytule mistrzowskim, zespół JS Antalaha brał udział w Afrykańskiej Lidze Mistrzów. W pierwszej rundzie zmierzył się z mistrzem Zambii, czyli Green Buffaloes FC Madagaskarczycy przegrali u siebie 1–2, a w Lusace przegrali 1–4. Madagaskarscy piłkarze przegrali w dwumeczu 2–6 i odpadli z turnieju.

## Sukcesy
- I liga[1]:
  - mistrzostwo (1):  1973.

## Występy w afrykańskich pucharach
| Sezon | Rozgrywki       | Runda | Kraj   | Klub               | Dom | Wyjazd | Dwumecz |
| ----- | --------------- | ----- | ------ | ------------------ | --- | ------ | ------- |
| 1974  | Puchar Mistrzów | 1     | Zambia | Green Buffaloes FC | 1–2 | 1–4    | 2–6     |

## Stadion
Domowe mecze klub rozgrywa na stadionie o nazwie Stade d’Antalaha w Antalaha, który może pomieścić 5000 widzów.